# Tiruvannamalai (Distrikt)
Der Distrikt Tiruvannamalai (Tamil: திருவண்ணாமலை மாவட்டம்; auch: Thiruvannamalai), von 1989 bis 1997 Distrikt Tiruvannamalai-Sambuvarayar, ist ein Distrikt des indischen Bundesstaates Tamil Nadu. Verwaltungszentrum des Distrikts ist die namengebende Stadt Tiruvannamalai. Der Distrikt Tiruvannamalai hat eine Fläche von 6.188 Quadratkilometern und hatte 2011 rund 2,5 Millionen Einwohner (Volkszählung 2011).

## Geografie

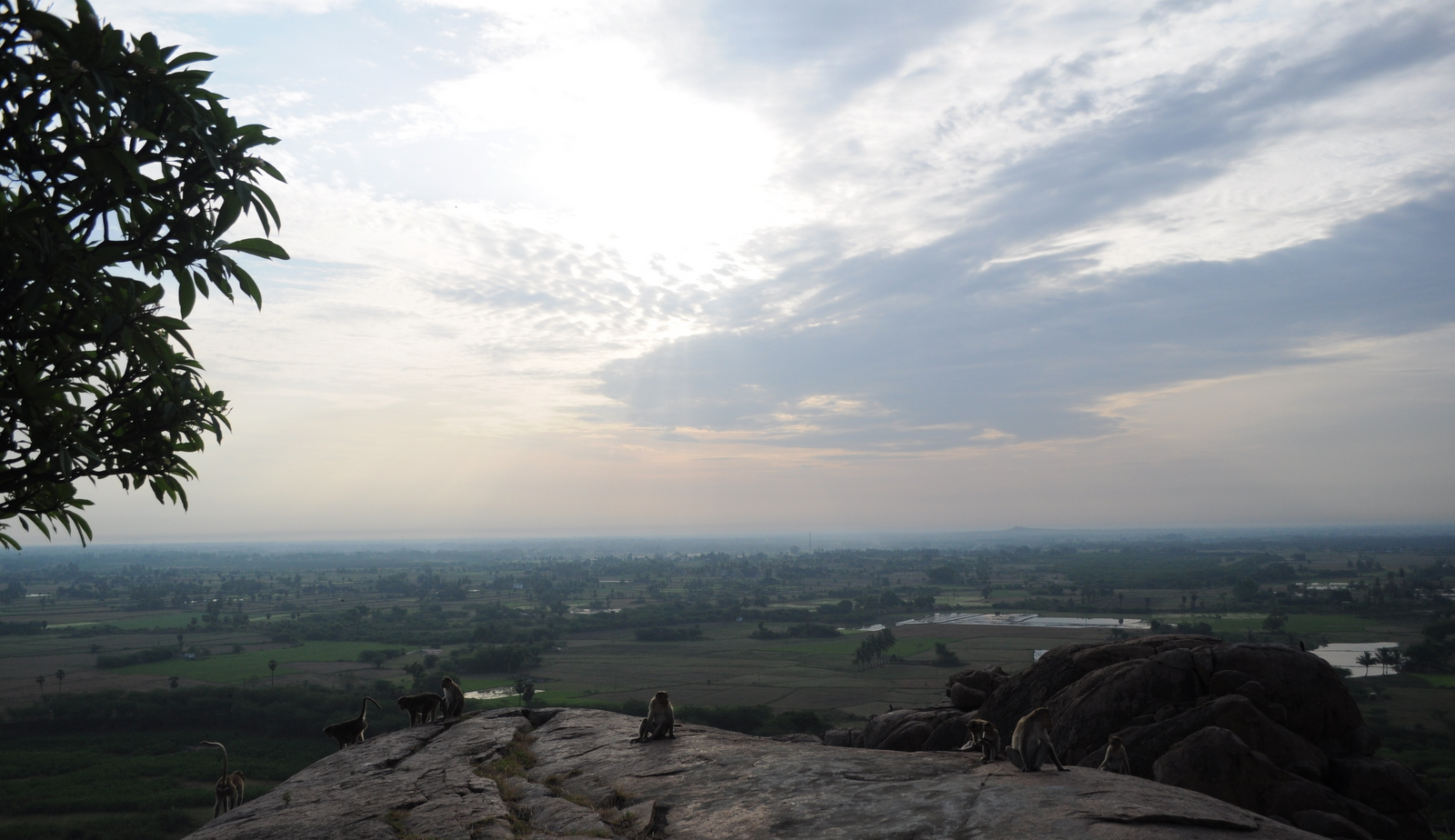
Blick vom Tirumalai-Berg bei Polur

Der Distrikt Tiruvannamalai liegt im nordöstlichen Binnenland Tamil Nadus. Nachbardistrikte sind Ranipet und Kanchipuram im Nordosten, Chengalpattu im Osten, Viluppuram im Südosten, Kallakurichi im Süden, Dharmapuri im Südwesten, Krishnagiri im Westen, Tirupattur im Nordwesten und Vellore im Norden.
Mit einer Fläche von 6.188 Quadratkilometern war der Distrikt Tiruvannamalai bei der Volkszählung 2011 der drittgrößte Distrikt Tamil Nadus. Der größte Teil des Distriktgebiets ist eben. Im Nordwesten an der Grenze zum Distrikt Vellore erheben sich dagegen die Javadi-Berge, ein Ausläufer der Ostghats. Auch die Ebenen werden hier und da von isolierten Einzelbergen wie dem 817 Meter hohen Arunachala, zu dessen Füßen die Stadt Tiruvannamalai liegt, durchsetzt. Durch den Distrikt fließen die Flüsse Cheyyar und Ponnaiyar.
Im Distrikt Tiruvannamalai herrscht ein wechselfeuchtes Tropenklima vor. Die Jahresmitteltemperatur in Tiruvannamalai beträgt 28,2 °C, das Jahresmittel des Niederschlages liegt bei 1.033 mm. Die meisten Niederschläge fallen während des Nordostmonsuns im Oktober und November. Auch während des Südwestmonsuns zwischen Juli und September kommt es zu Regenfällen.

## Geschichte
Im 7. und 8. Jahrhundert stand das Gebiet des heutigen Distrikts und das des östlich anschließenden Distrikts Viluppuram unter der Kontrolle der in Kanchipuram residierenden Pallavas, in deren Auftrag hier mehrere Felstempel (z. B. bei Mamandur) und die ältesten Freibautempel Südindiens (z. B. bei Panamalai) entstanden. Vom 9. Jahrhundert an dominierten die Chola das Gebiet. Im 10. Jahrhundert stand das Gebiet zwischenzeitlich unter der Herrschaft der zentralindischen Rashtrakuta-Dynastie, ehe die Cholas während der Regierungszeit Rajarajas I. die Stadt und die Umgebung von Tiruvannamalai zurückeroberten. Ab dem 13. Jahrhundert wurde die Region von mehreren aufeinanderfolgenden Reichen beherrscht: Den Pandya, Hoysala, Vijayanagar, den Nayaks und den Nawabs von Arcot. Im 18. Jahrhundert rangen die Kolonialmächte Großbritannien und Frankreich in den Karnatischen Kriegen um die Vormacht in Südindien. Im Jahr 1760 gelang den Briten in der Schlacht von Wandiwash (Vandavasi) ein entscheidender Sieg, mit dem sie ihre Herrschaft festigten.
Als der Nawab von Arcot 1801 seine Besitzungen an die Britische Ostindien-Kompanie abtrat, gliederten die Briten das Gebiet von Viluppuram als Teil des Distrikts North Arcot in die Präsidentschaft Madras ein. Nach der indischen Unabhängigkeit 1947 kam North Arcot zum Bundesstaat Madras, der 1956 nach den Sprachgrenzen des Tamil neu formiert und 1969 in Tamil Nadu umbenannt wurde. Am 30. September 1989 wurde der Distrikt North Arcot in die Distrikte Tiruvannamalai-Sambuvarayar (ab dem 1. Juli 1997 Distrikt Tiruvannamalai) und North Arcot Ambedkar (heute Distrikt Vellore) geteilt.

## Bevölkerung

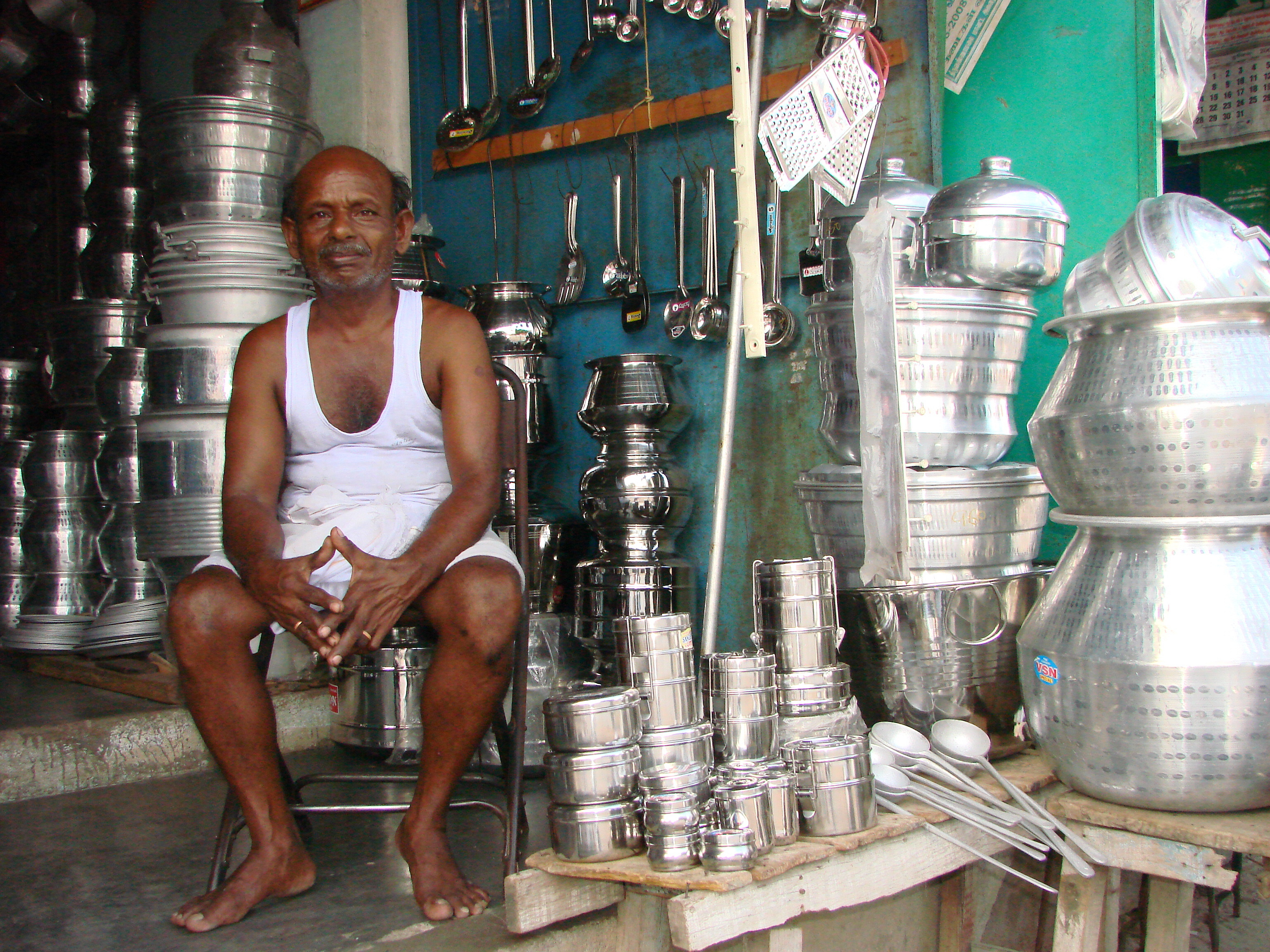
Verkäufer von Metallgeschirr in Tiruvannamalai

Bei der indischen Volkszählung 2011 hatte der Distrikt Tiruvannamalai 2.464.875 Einwohner. Die Bevölkerungsdichte lag mit 398 Einwohnern unter dem Durchschnitt des Bundesstaates (555 Einwohner pro Quadratkilometer). Der Distrikt war dabei ländlich geprägt: Nur 20 Prozent der Einwohner lebten in Städten. Der Urbanisierungsgrad war damit deutlich niedriger als der Mittelwert Tamil Nadus (48 Prozent). 23 Prozent der Einwohner des Distrikts waren Angehörige registrierter niederer Kasten (Scheduled Castes) und knapp 4 Prozent Angehörige der indigenen Stammesbevölkerung (Scheduled Tribes). Die Alphabetisierungsquote lag mit 74 Prozent deutlich unter dem Durchschnitt des Bundesstaates (80 Prozent).
Unter den Einwohnern des Distrikts Tiruvannamalai stellten nach der Volkszählung 2011 Hindus mit 93 Prozent die große Mehrheit. Daneben gab es kleinere Minderheiten von Muslimen (4 Prozent) und Christen (3 Prozent). Die Hauptsprache im Distrikt Tiruvannamalai ist wie in ganz Tamil Nadu das Tamil. Nach der Volkszählung 2001 wurde es von 97 Prozent der Einwohner des Distrikts als Muttersprache gesprochen.

## Sehenswürdigkeiten

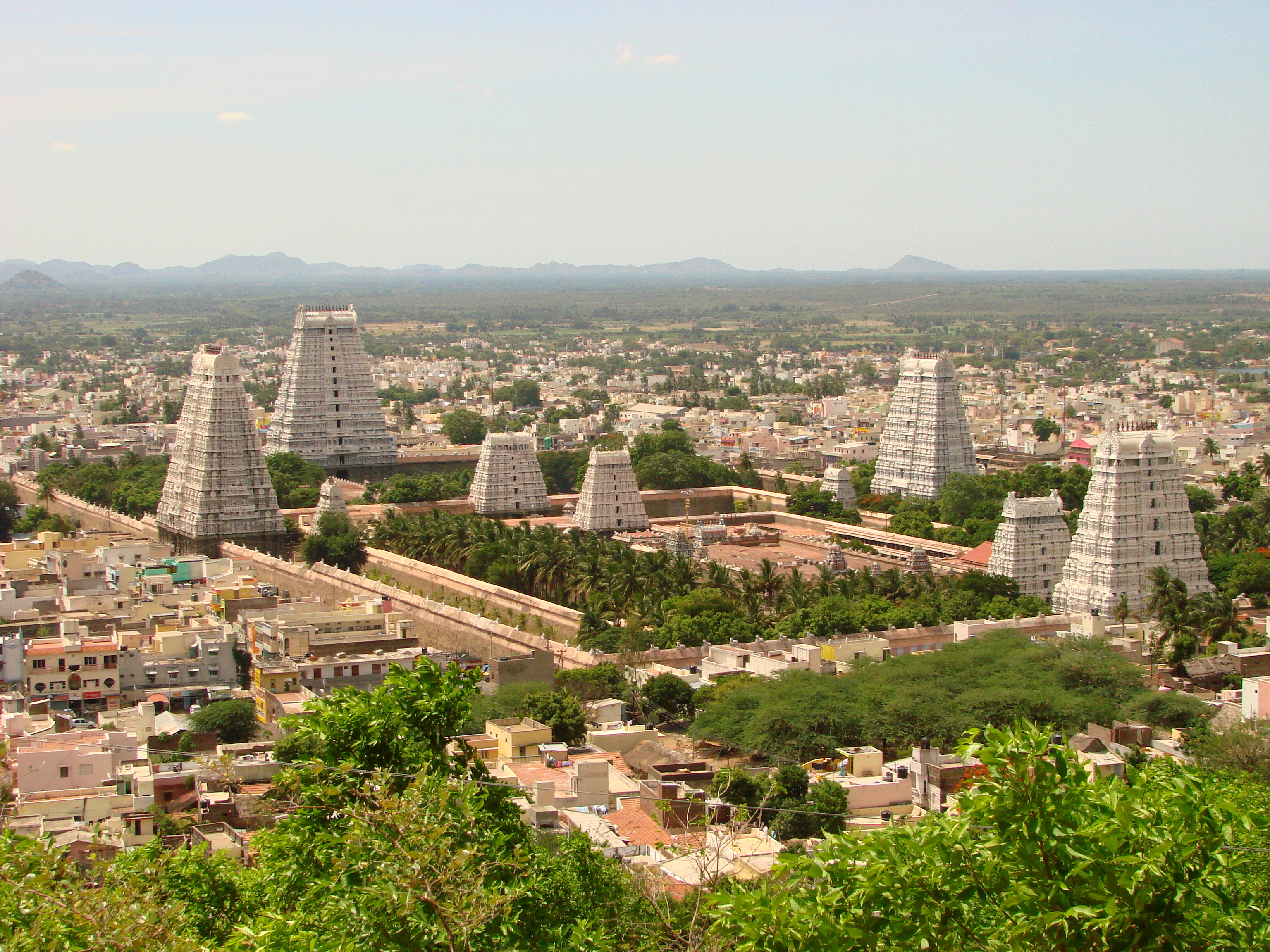
Der Arunachaleshwara-Tempel von Tiruvannamalai vom Arunachala-Berg aus gesehen

Der wichtigste touristische Anziehungspunkt des Distrikts ist die am Fuße des Arunachala-Berges gelegene Stadt Tiruvannamalai. Der dortige Arunachaleshwara-Tempel, dem Hindu-Gott Shiva als „Herrn des Arunachala-Bergs“ geweiht, gehört zu den bedeutendsten Beispielen für die Tempelarchitektur Tamil Nadus. Das  Heiligtum wurde schon im 7. und 8. Jahrhundert von den shivaitischen Dichterheiligen (Nayanmar) besungen, doch geht der Tempel in seiner heutigen Form im Wesentlichen auf das 16.–17. Jahrhundert zurück. Der zehn Hektar große Tempelkomplex ist, wie für den südindischen Dravida-Stil typisch, in mehrere sich konzentrisch um den Hauptschrein gruppierende Bereiche gegliedert. Die äußerste Umfassungsmauer wird von vier gewaltigen Gopurams (Tortürmen) gekrönt.
Tiruvannamalai-Stadt war Wirkungsort des Hindu-Gurus Ramana Maharshi (1879–1950). Das von ihm gegründete Ashram zieht bis heute spirituell Interessierte aus der ganzen Welt an.
Im Dorf Seeyamangalam 60 Kilometer nordöstlich von Tiruvannamalai finden sich zwei historische Höhlentempel: Ein shivaitischer Höhlentempel aus dem 7. und ein jainistischer aus dem 9. Jahrhundert. Ein weiteres Jaina-Heiligtum befindet sich in Tirumalai nahe Polur.

## Städte
Im Distrikt Tiruvannamalai gibt es 1.039 bewohnte Dörfer und folgende 14 Städte (Statutory Towns):
| Stadt              | Einwohner (2011) |
| ------------------ | ---------------- |
| Arani (M)          | 63.671           |
| Chengam (TP)       | 26.980           |
| Chetpet (TP)       | 19.827           |
| Desur (TP)         | 4.597            |
| Kalambur (TP)      | 14.304           |
| Kannamangalam (TP) | 7.399            |
| Kilpennathur (TP)  | 13.718           |
| Peranamallur (TP)  | 5.801            |
| Polur (TP)         | 28.123           |
| Pudupalayam (TP)   | 11.382           |
| Tiruvannamalai (M) | 145.278          |
| Tiruvethipuram (M) | 37.802           |
| Vandavasi (M)      | 31.320           |
| Vettavalam (TP)    | 15.506           |

M: Municipality, TP = Town Panchayat